# 제3땅굴

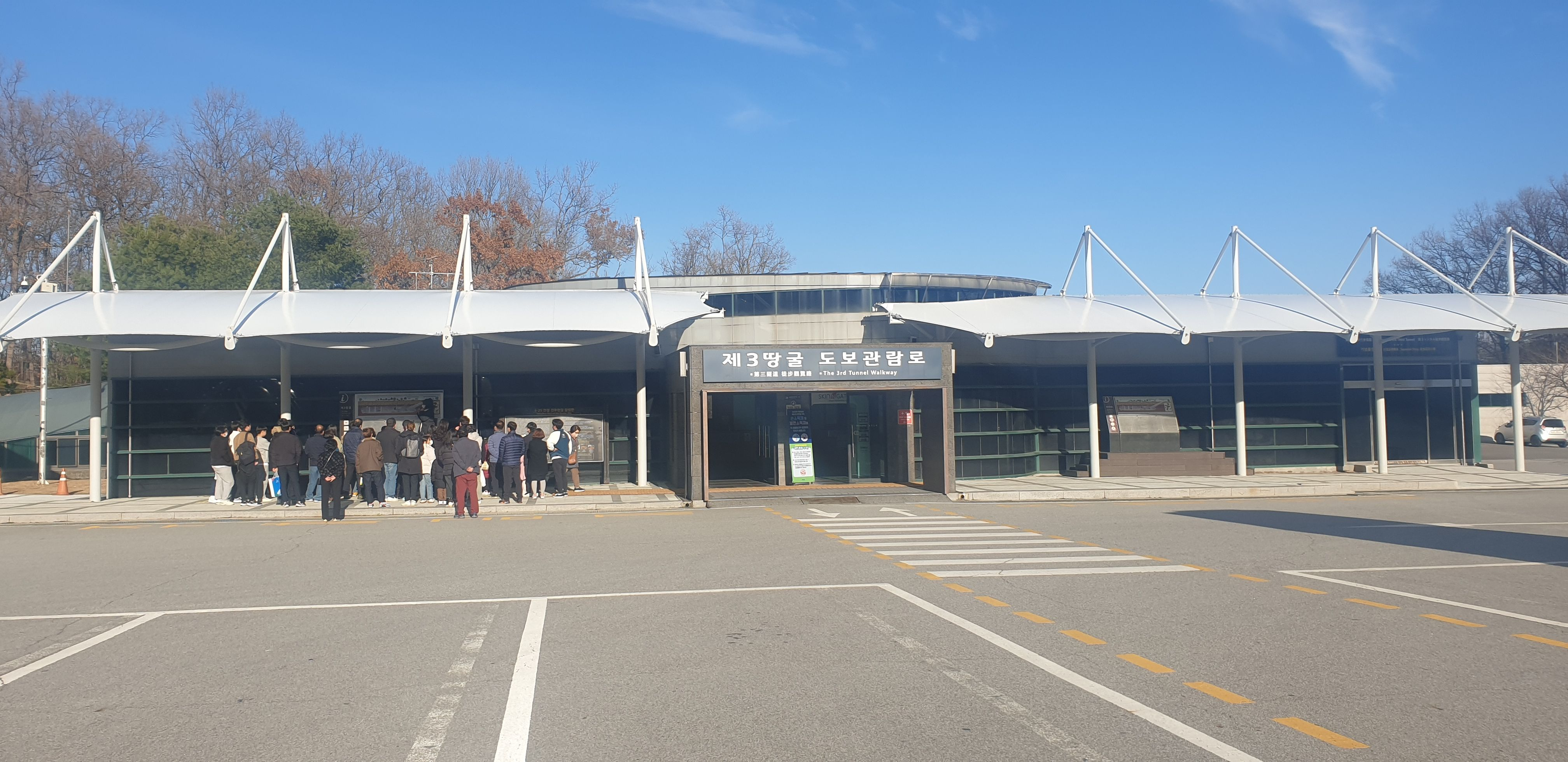
제3땅굴 도보진입 건물

제3땅굴은 경기도 파주시 장단면에 있는 남침땅굴로 1978년 10월에 발견되었다. 위치가 서울에서 가깝고, DMZ에서 남쪽 400m까지 연장되어 있어서 주목을 받았다.

## 발견 과정
제3땅굴은 1974년 9월 5일 귀순한 북한의 김부성씨에 의해 땅굴공사 첩보를 근거로 1975년부터 문산 지역에 대한 시추작업을 하였으나 땅굴을 포착하진 못했다.
그 후인 1978년 6월 10일 새벽, 현장의 탐사반은 땅굴의 시추공 중 1개에서 폭음과 함께 물길이 새는 것을 발견한다. 당시 전두환 제1보병사단장이 보고받아 주변지역에서 역갱도 굴착 공사를 실시해 제3땅굴이 발견되었다.

## 같이 보기
- 남침땅굴
- 제1땅굴
- 제2땅굴
- 제4땅굴